# Sarah Koné
Pour les articles homonymes, voir Koné.
Sarah Koné, née le 15 avril 1985 à Annecy, est cheffe d'orchestre et metteuse en scène. Elle est fondatrice et directrice de la Maîtrise populaire de l'Opéra-Comique à Paris.

## Biographie
Issue d'une famille d'enseignants, père ivoirien et mère d'origines polonaise et russe, Sarah Koné reçoit très jeune une formation musicale puis étudie le chant à la Maîtrise de l'Opéra de Lyon puis au Conservatoire de Lausanne avant d'intégrer le Conservatoire national supérieur de musique de Paris en 2003 en chant et direction d'orchestre.
En 2008, elle fonde la Compagnie Sans Père, une formation de chant, danse et théâtre pour enfants non spécialistes.
En 2016, la compagnie Sans Père s'associe à l'Opéra-Comique et devient la Maîtrise populaire de l'Opéra-Comique à Paris qu'elle dirige.
En 2021, elle nommée directrice déléguée auprès de la direction générale de la cité de la musique-Philharmonie de Paris,chargée de la responsabilité sociétale et de nouveaux projets

## La Maîtrise populaire de l'Opéra-Comique
La Maîtrise populaire de l'Opéra-Comique est une institution composée de 120 jeunes entre 8 et 25 ans. C'est un chœur d'enfants, mais ces derniers y apprennent les arts de la scène, la danse, le théâtre, les claquettes, et reçoivent une formation musicale et la langue des signes. Les élèves suivent la méthode Dalcroze.
Olivier Mantei, le nouveau directeur de la cité de la musique-philharmonie de Paris et l'ancien directeur de l'Opéra Comique, la décrit comme un projet « alliant mixité sociale et mixité culturelle, avec un apprentissage intuitif, spontané, qui ne passe pas par un apprentissage traditionnel » .
Le recrutement se fait de manière classique par auditions mais aussi par une tournée de recrutement dans  des écoles primaires situées dans les communes proches de Paris et identifiées Réseau d'éducation prioritaire.
La Maîtrise a joué dans la Cour d'honneur du Palais des papes en ouverture du Festival d'Avignon en 2018 et a participé à la panthéonisation de Simone Veil et de Missak Manouchian.